# Водяная (фильм)
«Водяная» — российский фильм в жанре фэнтези режиссёра Алексея Барыкина. В главных ролях: Николай Невзоров и Екатерина Барыкина. Выход в прокат состоялся 14 марта 2019 года.

## Сюжет
Молодая женщина с двумя детьми отправляется к дальним родственникам в маленькую деревню Большие Ачасыры на западе Татарстана. Главная героиня рассчитывает, что они смогут прекрасно провести время и отдохнуть от шумной Москвы, забот и проблем, наслаждаясь простой сельской жизнью, живописной природой и чистым воздухом.
Никто из приезжих не догадывался, что большое озеро, расположенное возле самого дома, таит в себе страшную опасность. Местные жители верили, что его тёмная вода проклята, потому что на песчаном дне скрывается Водяная — злобное и безжалостное существо, заманивающее в свои владения наивных людей.
Гости из столицы, не верившие в существование нечисти, сочли эти рассказы забавными байками, придуманными для туристов. Но однажды водная колдунья затягивает в своё царство мать подростков. Ребята оказались не из робкого десятка и ради спасения самого дорогого человека готовы, если потребуется, немедленно сразиться с ведьмой. С помощью мудрого муллы школьник и его младшая сестрёнка постараются разгадать секрет мистического исчезновения мамы, победить зло из древних сказаний и наказать по заслугам коварного злодея из реального мира, тщательно спланировавшего похищение.

## В ролях
| Актёр               | Роль          |
| ------------------- | ------------- |
| Николай Невзоров    | Руслан        |
| Екатерина Барыкина  | Алина         |
| Нафиса Хайруллина   | Тетя Ляйсан   |
| Ильдус Габдрахманов | Тимур         |
| Гузель Шакирзянова  | Алсу          |
| Фанис Зиганшин      | Равиль-хазрат |
| Асхат Хисматов      | полицейский   |
| Юлия Захарова       | Водяная       |